# Barry O'Farrell
Pour les articles homonymes, voir O'Farrell.
Barry O'Farrell, né le 24 mai 1959 à Melbourne, est un homme politique australien. Membre du Parti libéral, il est le 43e Premier ministre de la Nouvelle-Galles du Sud, en fonction du 28 mars 2011 au 23 avril 2014. Depuis le 21 mai 2020, il est haut-commissaire d'Australie en Inde.

## Biographie

### Carrière privée
La famille d'O'Farrell s'installe à Darwin dans le Territoire du Nord, où il termine ses études secondaires au St John's College. En 1977, il s'installe à Canberra pour étudier à l'université nationale australienne, où il obtient une licence de lettres. Après avoir été employé et agent électoral du Parti libéral, O'Farrell est nommé directeur du Parti libéral de l'État de Nouvelle-Galles du Sud de 1992 à 1995.

### Engagement politique

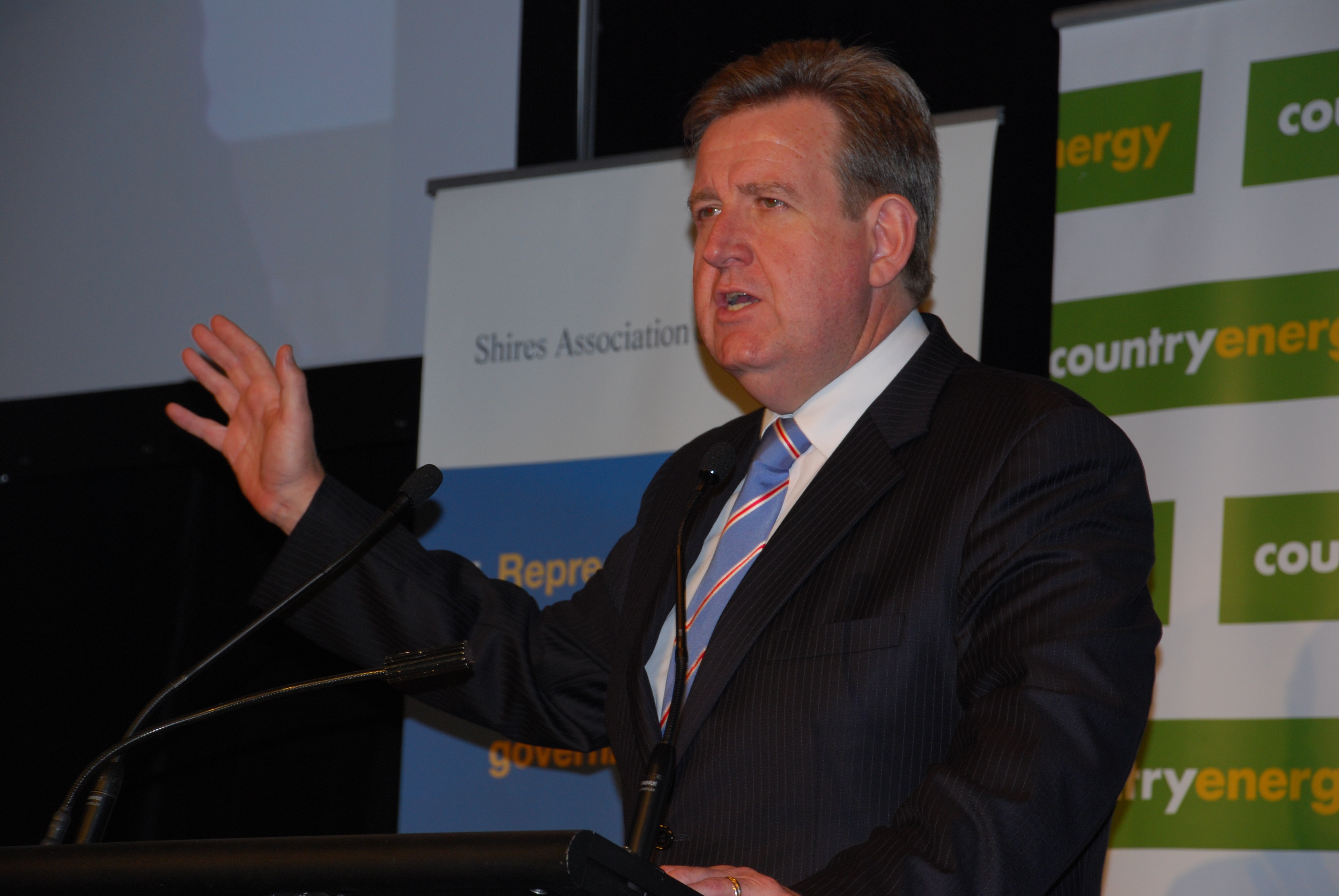
Barry O'Farrell en 2008.

Aux élections de 1995, O'Farrell est élu député de Nouvelle-Galles du Sud pour la circonscription de Northcott, au nord-ouest de Sydney. Quatre ans plus tard, il devient député de Ku-ring-gai — mandat qu'il conserve jusqu'en 2015 — à la suite de l'abolition de la circonscription de Northcott lors du redécoupage électoral de 1998. 
Il occupe plusieurs postes ministériels du gouvernement fantôme libéral entre 1998 et 2007, notamment adjoint au chef de l'opposition de 1999 à 2002 et à nouveau de 2003 à 2007. Il devient chef du parti le 4 avril 2007 après la démission de Debnam Peter et donc chef de l'opposition. O'Farrell prend ses fonctions de Premier ministre de l'État à la suite des élections de 2011, lors desquelles les libéraux battant les travaillistes de la sortante Kristina Keneally. Durant son mandat, il est également ministre pour Sydney-Ouest, chargé du développement de l'agglomération. À la suite d'une enquête sur fond de corruption, il démissionne de son poste en 2014 et est remplacé par Mike Baird.

### Haut-commissaire en Inde
Fait officier de l'ordre d'Australie pour services à la politique en 2020, il est nommé haut-commissaire en Inde à cette date, en remplacement de Harinder Sidhu.

## Source
- (en) Cet article est partiellement ou en totalité issu de l’article de Wikipédia en anglais intitulé « Barry O'Farrell » (voir la liste des auteurs).